# 法眼晋作
法眼 晋作（ほうげん しんさく、1910年〈明治43年〉2月11日 - 1999年〈平成11年〉7月24日）は、日本の外交官。駐インド特命全権大使、外務審議官、外務事務次官、国際協力事業団総裁などを歴任した。

## 経歴
1910年、和歌山県で生まれる。耐久中学、第六高等学校、東京帝国大学法学部を経て、外務省に入省。ドイツ語研修欧米局外務参事官、ベルリン総領事、オーストリア大使、インド大使、外務審議官などを務めた後、1972年に外務事務次官に就任した。
外務省退職後は外務省顧問に就任し、1974年に国際協力事業団の初代総裁に就任。1975年、ラプラタ川流域諸国経済使節団副団長を務めた。また、日本戦略フォーラム会長、国策研究会会長、財団法人アジア刑政財団理事、日本を守る国民会議代表委員などを歴任した。1980年、勲一等瑞宝章を受章。
1999年7月24日、多臓器不全のため89歳で死去。叙正三位。

## 人物
- ドイツ語研修組だが、在ソ連大使館に勤務し、日ソ国交回復交渉にも携わるなど、ソ連外交に長年携わった。
- 外務省在職時より強固な反共・反ソ主義者として知られた。1972年代初頭の米中接近に際しても、反共の観点から中華民国との国交を維持することを強く主張していた。
- 加藤紘一に宏池会会長大平正芳を紹介した人物。

## 著作
- 『日本の外交戦略』（原書房、1981年）
- 『外交立国論――世界に通用する日本への道』（日本列島出版、1982年）
- 『日本人にとってソ連は危険国家だ』（山手書房、1984年）
- 『外交の真髄を求めて――第二次世界大戦の時代 法眼晋作回顧録』（原書房、1986年）

## 家族など
- 息子 : 法眼俊作（外交官、スイスで死去）、法眼健作（外交官、国際連合事務次長）
- 孫 : 竹中治堅（政治学者、政策研究大学院大学教授）[1]
- 二女の夫 : 加藤良三（外交官、駐米大使）